# Wet van Fitts

Schets van doelformaat W en afstand tot doelwit D.

De wet van Fitts maakt het mogelijk om de tijd te berekenen die een gebruiker nodig heeft om van een bepaalde startpositie naar een doel-object (bijvoorbeeld een knop in een interface, of een getekend object in een tekenprogramma) te bewegen met behulp van een bepaald input device - in de meeste gevallen een muis of een trackball. De wet van Fitts is zodoende een belangrijk gegeven in de ergonomie van de computer.
Dit wiskundige model (gepubliceerd door Paul Fitts in 1954) levert de benodigde tijd als een functie van de afstand tot het object en de grootte van het object.
Wiskundig ziet dit er als volgt uit:
{\displaystyle T=a+b\log _{2}\left({\frac {D}{W}}+1\right)}
waar
- T is de gemiddelde tijd die nodig is om de beweging uit te voeren. Meestal wordt hiervoor het symbool MT gebruikt - Movement Time.
- a and b zijn constanten die afhangen van de gebruiker (of gemiddeld worden genomen over een bepaalde groep of zelfs alle gebruikers) en het gebruikte input device.
- D is de afstand van de startpositie tot het midden van het doel. Meestal wordt hiervoor het symbool A gebruikt - Amplitude.
- W is de breedte van het doel, gemeten in de richting van de beweging (dus wanneer de startpositie zich recht onder het doel bevindt, is W de hoogte van het doel, terwijl als de startpositie zich op dezelfde hoogte als het doel bevindt, is W de breedte van het doel).

In de praktijk betekent deze vergelijking dat hoe kleiner of verder weg objecten zijn, des te langer het duurt en des te moeilijker het wordt om het object goed te raken.

## Wiskundige details
De logaritme in de wet van Fitts wordt ook wel de index of difficulty (ID) genoemd, en wordt gemeten in bits. Dit wordt als volgt wiskundig beschreven:
{\displaystyle ID=\log _{2}\left({\frac {D}{W}}+1\right)}
{\displaystyle T=a+bID}
De eenheid van b is dus tijdseenheid per bit (bijvoorbeeld ms/bit). De constante a is in het ideale geval 0; een taak met een ID of moeilijkheidsgraad van 0 bits zou ook 0 tijd moeten kosten. In de praktijk is dit echter niet het geval en geeft deze constante aan hoeveel 'extra' tijd de gebruiker kwijt is aan andere zaken dan puur de beweging - zoals het herkennen van het aan te klikken object of het werken met een 'ingewikkelder' input device dan bijvoorbeeld een trackball of stylus. De waarden van constanten a en b veranderen dus mee met de gebruiker en de condities waaronder aangewezen of geklikt moet worden.
Daarnaast kent de wet van Fitts een index of performance (IP) die ook wel throughput (TP) genoemd wordt. De eenheid hiervan is in bits per tijdseenheid, waarmee de IP dus aangeeft hoeveel bits een gebruiker gemiddeld per tijdseenheid kan verwerken - los van een bepaald gespecificeerd doel.
Er zijn twee manieren waarop IP wordt gedefinieerd:
- IP = 1/b, met als nadeel dat de constante a wordt genegeerd.
- IP = IDgemiddeld/MTgemiddeld, met als nadeel dat gewerkt wordt met een willekeurig gekozen gemiddelde voor ID.

Fitts zelf definieerde ID oorspronkelijk als volgt:
{\displaystyle ID=\log _{2}\left({\frac {2D}{W}}\right)}

## Verwijzingen
- Oorspronkelijk werk
  - Paul M. Fitts (1954). The information capacity of the human motor system in controlling the amplitude of movement. Journal of Experimental Psychology, volume 47, number 6, June 1954, pp. 381-391. (Reprinted in Journal of Experimental Psychology: General, 121(3):262--269, 1992).
  - Paul M. Fitts and James R. Peterson (1964). Information capacity of discrete motor responses. Journal of Experimental Psychology, 67(2):103--112, February 1964.

- Vervolgwerk
  - The first application of Fitts' law to HCI
    - Stuart K. Card, William K. English, and Betty J. Burr (1978). Evaluation of mouse, rate-controlled isometric joystick, step keys, and text keys for text selection on a CRT. Ergonomics, 21(8):601--613, 1978.

  - Extending Fitts' law to 2 dimensions (bivariate targets)
    - I. Scott MacKenzie and William A. S. Buxton (1992). Extending Fitts' law to two-dimensional tasks. Proceedings of ACM CHI 1992 Conference on Human Factors in Computing Systems, pp. 219--226. http://doi.acm.org/10.1145/142750.142794
    - A. Murata. Extending effective target width in Fitts' law to a two-dimensional pointing task. International Journal of Human-Computer Interaction, 11(2):137--152, 1999.
    - Johnny Accot and Shumin Zhai (2003). Refining Fitts' law models for bivariate pointing. Proceedings of ACM CHI 2003 Conference on Human Factors in Computing Systems, pp. 193--200. http://doi.acm.org/10.1145/642611.642646

  - Extending Fitts' law to goal passing and crossing
    - Johnny Accot and Shumin Zhai (2002). More than dotting the i's --- foundations for crossing-based interfaces. Proceedings of ACM CHI 2002 Conference on Human Factors in Computing Systems, pp. 73--80. http://doi.acm.org/10.1145/503376.503390

- Overzichten
  - Stuart K. Card, Thomas P. Moran, Allen Newell (1983). The Psychology of Human-Computer Interaction.
  - I. Scott MacKenzie (1992). Fitts' law as a research and design tool in human-computer interaction. Human-Computer Interaction, volume 7, 1992, pp. 91-139.
  - Meyer, D. E., Smith, J. E. K., Kornblum, S., Abrams, R. A., & Wright, C. E. (1990). Speed-accuracy tradeoffs in aimed movements: Toward a theory of rapid voluntary action. In M. Jeannerod (Ed.), Attention and performance XIII (pp. 173-226). Hillsdale, NJ: Lawrence Erlbaum. https://web.archive.org/web/20170322145707/http://www.umich.edu/~bcalab/Meyer_Bibliography.html
  - A. T. Welford (1968). Fundamentals of Skill. Methuen, 1968.

- Met betrekking tot de twee conventies om IP te berekenen:
  - Shumin Zhai (2002). On the Validity of Throughput as a Characteristic of Computer Input, IBM Research Report RJ 10253, 2002, Almaden Research Center, San Jose, California. PDF